# Tektonische opheffing
Tektonische opheffing (Engels: uplift) is in de geologie het proces waarbij de bodem omhoog beweegt als gevolg van tektoniek, bewegingen in de aardkorst. Door tektonische processen wordt gesteente zo dichter naar de oppervlakte gebracht. Dit is het tegengestelde proces van tektonische daling, waarbij sediment of gesteente juist neerwaarts beweegt, hetgeen meestal samengaat met begraving.
In de geologie worden gebieden onderscheiden waar de aardkorst zich uitrekt (extensie) en gebieden waar in de aardkorst verdikking door compressie plaatsvindt. Compressie en extensie zijn het gevolg van spanningen in de aardkorst, die bijvoorbeeld kunnen worden veroorzaakt door bewegingen van tektonische platen, vulkanisme, of het accumuleren van grote hoeveelheden sediment in een bepaald gebied. Als de korst uitrekt zal (door het principe van isostasie) de bodem dalen, als de korst verdikt zal tektonische opheffing plaatsvinden.
Voorbeelden van gebieden waar tektonische opheffing plaatsvond of -vindt zijn de Ardennen, de Eifel en de Vogezen. Hier is een deel van de Europese plaat omhoog bewogen ten opzichte van andere delen, zoals de Boven-Rijnslenk in Zuid-Duitsland of het Noordzeebekken.